# Jettenberger Forst
Der Jettenberger Forst ist eine Gemarkung im oberbayerischen Landkreis Berchtesgadener Land.
Sie liegt vollständig auf dem Gemeindegebiet von Schneizlreuth und ist etwa 2280 Hektar groß.
Die Gemarkung grenzt im Norden an die Gemarkung Jettenberg (099946), im Osten an die Gemarkung Forst Sankt Zeno (099953) und im Süden an die Gemarkungen Forst Taubensee (099968) und Ramsau b.Berchtesgaden (099969). Im Westen grenzt die Gemarkung an das österreichische Bundesland Salzburg.
Das ehemalige gemeindefreie Gebiet im Landkreis Berchtesgadener Land wurde zum Jahresende 1983 aufgelöst und am 1. Januar 1984 in die Gemeinde Schneizlreuth eingegliedert. Am 1. Januar 1983 hatte es eine Fläche von 2963,27 Hektar. Die Fläche zum Gebietsstand 1. Oktober 1966 betrug 2963,48 Hektar.